# Sermaize-les-Bains
Sermaize-les-Brains ist eine französische Gemeinde mit 1.752 Einwohnern (Stand: 1. Januar 2022) in der Region Grand Est. Sie gehört zum Département Marne, zum Arrondissement Vitry-le-François und zum Kanton Sermaize-les-Bains.

## Geschichte
Im 19. Jahrhundert gab es in Sermaize-les-Bains die Kunstgießerei Denonvilliers Fils et Cie, später Fonderies d'art et de bâtiment (Kunst- und Baugießereien). Unter anderem wurden hier Skulpturen von Aimé Millet hergestellt. Denonvilliers war ein Kunstgießer aus Paris.

## Geographie
Sermaize-les-Bains liegt an der Saulx, einem Nebenfluss der Marne und am Canal de la Marne au Rhin. Umgeben wird Sermaize-les-Bains von den Nachbargemeinden Alliancelles im Norden und Nordwesten, Remennecourt im Norden, Andernay im Osten, Mognéville im Südosten, Cheminon im Süden, Pargny-sur-Saulx im Westen und Südwesten sowie Heiltz-le-Maurupt im Nordwesten.
Durch die Gemeinde führt die frühere Route nationale 395 (heutige D995).

## Bevölkerungsentwicklung
| 1962 | 1968 | 1975 | 1982 | 1990 | 1999 | 2006 | 2012 | 2018 |
| ---- | ---- | ---- | ---- | ---- | ---- | ---- | ---- | ---- |
| 2964 | 2741 | 2575 | 2357 | 2153 | 2180 | 2242 | 2050 | 1848 |

## Sehenswürdigkeiten
- Kirche Notre-Dame-de-la-Nativité (Mariä Geburt), frühere Benediktinerpriorei aus dem Jahr 1094

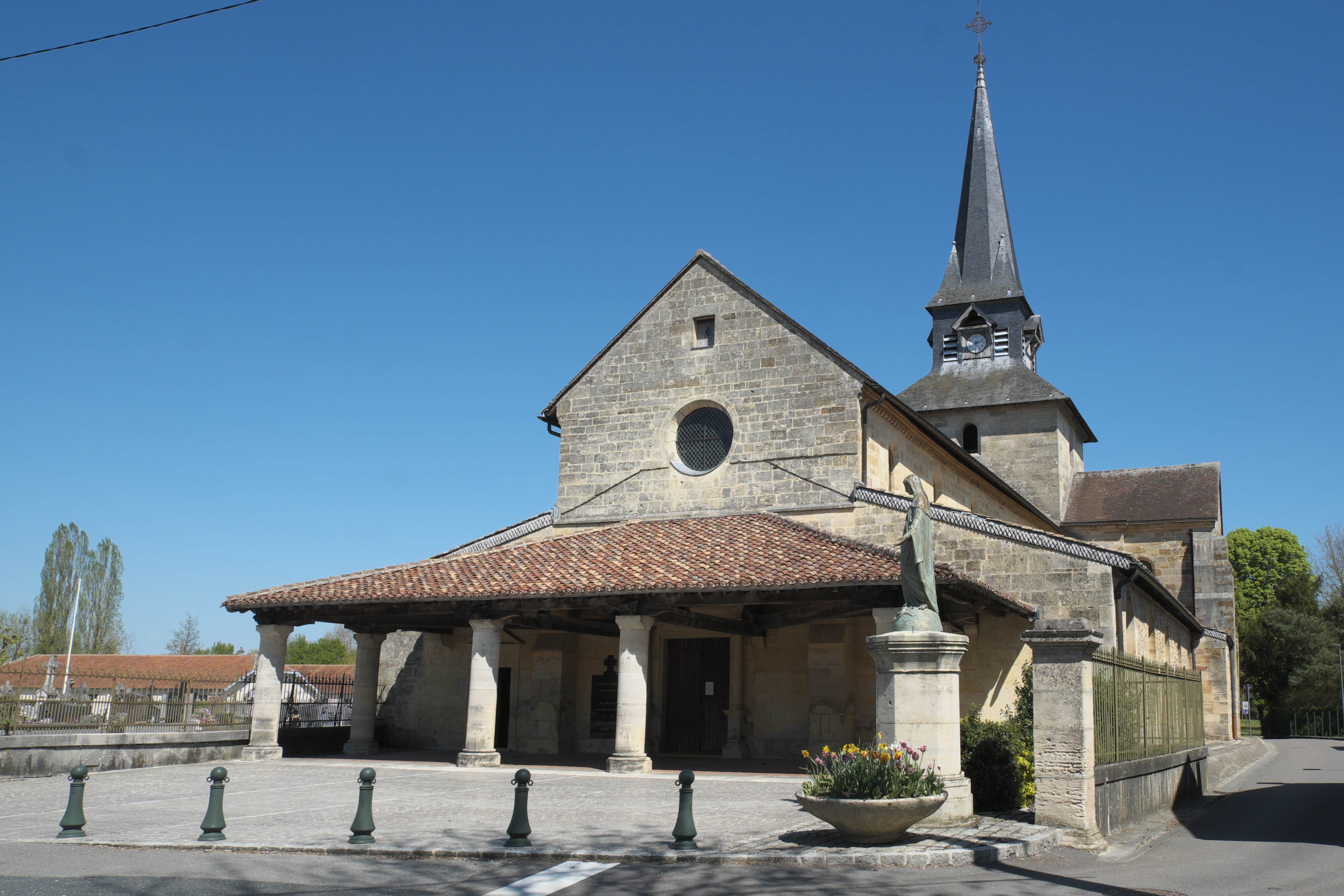
Kirche Mariä Geburt